# Mando Sur (Israel)
El Mando del Sur de Israel (en hebreo: פיקוד דרום, Pikud Darom ) es un mando regional de las Fuerzas de Defensa de Israel. Es responsable de la defensa del Néguev, la región de Arava, y de Eilat.

## Historia
Durando muchos años el Mando del Sur tuvo la tarea de defender el Néguev y asegurar la frontera de la península del Sinaí con Egipto. El Mando del Sur dirigió a las tropas de las FDI en cinco guerras contra Egipto; la Guerra árabe-israelí de 1948, la Crisis de Suez, la Guerra de los Seis Días, la Guerra de Desgaste, la guerra de Yom Kipur. Después del tratado de paz entre Israel y Egipto, el frente sur estuvo relativamente tranquilo, y la mayor parte de su actividad fue proteger al país de los contrabandistas y mantener la seguridad cerca de la Franja de Gaza.  